# Arndt von Haeseler
Arndt von Haeseler (* 28. Februar 1959) ist deutscher Bioinformatiker.

## Leben
Arndt von Haeseler wuchs in Bremen auf. Er ist seit 2005 Direktor des Zentrums für Integrative Bioinformatik an den Max F. Perutz Laboratories und gleichzeitig Professor für Bioinformatik an der Universität Wien. Von 2001 bis 2005 war er Professor für Bioinformatik an der Universität Düsseldorf. Er habilitierte sich 1994 in Zoologie an der Universität München. Er promovierte 1988 bei Andreas Dress an der Universität Bielefeld und studierte Biologie und Mathematik an der Universität Marburg.
Arndt von Haeseler ist verwandt mit Gottlieb von Haeseler. Sein Bruder Friedrich von Haeseler ist ein Mathematiker.
2015 wurde von Haeseler zum korrespondierenden Mitglied im Inland der mathematisch-naturwissenschaftlichen Klasse der Österreichischen Akademie der Wissenschaften gewählt.
Seit April 2017 ist von Haeseler wissenschaftlicher Leiter der Max F. Perutz Laboratories in Wien.

## Wirken
Arndt von Haeseler beschäftigt sich mit Evolutionsbiologie, Populationsgenetik
und Stammbaumanalysen. Er ist einer der meistzitierten Evolutionsbiologen im deutschsprachigen Raum.

## Schriften
- Mit Dorit Liebers: Molekulare Evolution. Fischer Verlag. (2003)